# Born Too Late
Born Too Late è il terzo album in studio del gruppo musicale doom metal statunitense Saint Vitus, pubblicato dall'etichetta discografica SST Records nel 1986.

## Il disco
Il disco venne dato alle stampe sia su disco in vinile che su nastro ed alcuni mesi dopo vi fu la pubblicazione in formato CD della versione estesa, contenente le tre tracce tratte dall'EP Thirsty and Miserable, entrambi usciti nel 1987. Questa edizione venne ristampata nel 2006, mentre nel 2009 fu nuovamente pubblicato come LP.
Lo stile musicale dei sei brani che vennero inclusi nell'album presentò dei suoni cupi, con ritmi molto lenti e riff pesanti e dall'incedere limaccioso, ispirandosi ai primi lavori dei Black Sabbath. I temi affrontanti nelle canzoni si differenziarono da quelli tipici di altri gruppi heavy metal di quel periodo, incentrandosi soprattutto sulle dinamiche personali, quali il distacco dalla società moderna (Born Too Late), l'alienazione mentale dovuta all'isolamento (Clear Windowpan), la dipendenza (Dying Inside) e la depressione (H.A.A.G. e The Lost Feeling), inoltre con la traccia The War Starter vennero affrontate anche le problematiche relative alle guerre.

## Tracce
Lato A
Testi e musiche di D. Chandler eccetto dove diversamente indicato.
1. Born Too Late – 6:56 (testo: D. Chandler, S. Reagers)
2. Clear Windowpane – 3:19
3. Dying Inside – 7:27
4. H.A.A.G. – 4:04 (testo: R. Gonzales)
5. The Lost Feeling – 5:25
6. The War Starter – 6:46

Tracce aggiunte nella versione estesa in CD
Thirsty and Miserable (EP, 1987)
1. Thirsty and Miserable – 3:54 – (cover dei Black Flag)
2. Look Behind You – 3:21
3. The End of the End – 5:49

## Formazione
- Scott "Wino" Weinrich - voce
- Dave Chandler - chitarra
- Mark Adams - basso
- Armando Acosta - batteria

### Produzione
- Joe Carducci - produzione
- Saint Vitus - produzione
- Mike Lardie – ingegneria del suono
- Jim Mancuso – assistente all'ingegneria del suono